# Isoetes riparia
Isoetes riparia är en kärlväxtart som beskrevs av Georg George Engelmann och Addison Brown. Isoetes riparia ingår i släktet braxengräs, och familjen Isoetaceae.

## Underarter
Arten delas in i följande underarter:
- I. r. amesii
- I. r. canadensis
- I. r. reticulata
- I. r. robbinsii